# Callitriche oreophila
Callitriche oreophila är en grobladsväxtart som beskrevs av H.D. Schotsman. Callitriche oreophila ingår i släktet lånkar, och familjen grobladsväxter. Inga underarter finns listade i Catalogue of Life.